# Pandanus thomensis
Pandanus thomensis là một loài thực vật thuộc họ Pandanaceae. Đây là loài đặc hữu của São Tomé và Príncipe.